# Fritz Mey
Fritz Mey (* 5. Juli 1904 in Crawinkel; † 3. Dezember 1993 in Mörlenbach) war ein deutscher Zirkusdirektor.

## Leben und Beruf
Fritz Mey war als Sohn eines Crawinkler Zimmermanns im Alter von 15 Jahren beauftragt, im Zirkuszelt des Zirkus Sarrasani neue Holzbänke einzubauen. Trotz der wahrscheinlich bei diesem Auftrag entstandenen Faszination für den Zirkus wurde er zunächst Bauingenieur. Später ging er wieder zum Zirkus Sarrasani. Dort arbeitete er unter anderem als Stallbursche, Reklamekleber, Betriebsinspektor und galt später als rechte Hand des Seniors. In den 1930er Jahren reiste Fritz Mey mit der Gattin des Gründersohnes Trude Stosch-Sarrasani mit einem zweiten Sarrasani-Unternehmen durch Argentinien.
Nachdem das Dresdner Zirkusgebäude 1945 durch Bomben zerstört wurde und Trude Stosch-Sarrasani 1948 nach Südamerika ausgewandert war, gründete Fritz Mey im Jahr 1956 in Mannheim mit Unterstützung der Sarrasanitochter Hedwig Stosch-Brandt einen neuen Sarrasani.
Für seine Verdienste um das Wiederaufblühen der deutschen Zirkuskunst bekam Fritz Mey 1968 das Verdienstkreuz 1. Klasse der Bundesrepublik Deutschland verliehen.

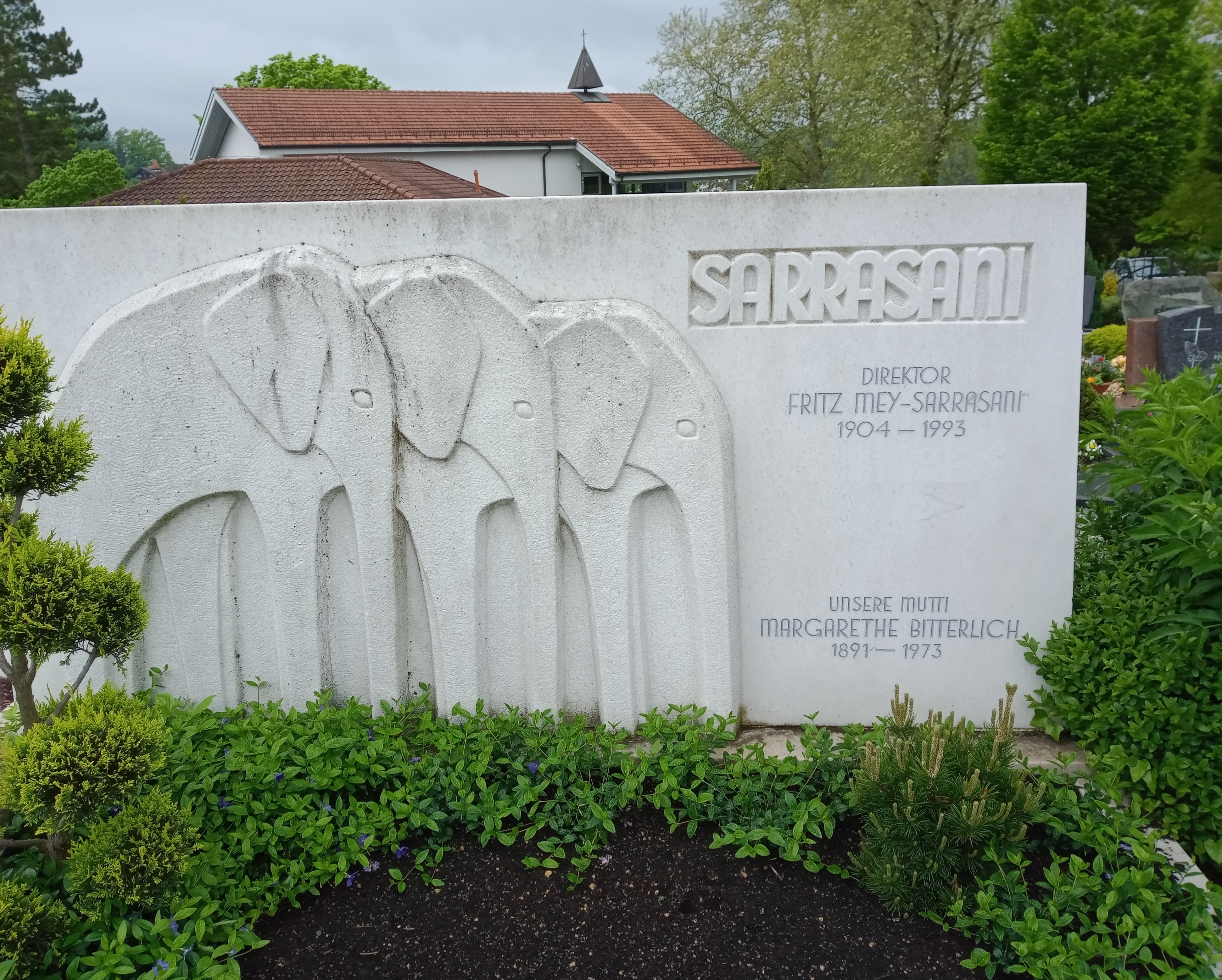
Grabstätte auf dem Friedhof Mörlenbach

1972 kam sein Sohn André Sarrasani auf die Welt, der ihm später als Zirkusdirektor nachfolgte.
In 1987 spielte Mey einen alten Zirkusclown im Tatort Tod im Elefantenhaus.
Am 3. Dezember 1993 starb Fritz Mey im langjährigen Winterquartier in Mörlenbach im Odenwald.